# ميريام برافو
ميريام برافو (بالإسبانية: Miriam Bravo)‏ هي منافسة ألعاب القوى إسبانية، ولدت في 29 سبتمبر 1974 في ديفا في إسبانيا.

## وصلات خارجية
- ميريام برافو على موقع الاتحاد الدولي لألعاب القوى (الإنجليزية)
- ميريام برافو على موقع أوليمبيديا (الإنجليزية)